# Liste der Erzbischöfe von Manila
Das Bistum Manila war seit seiner Gründung am 6. Februar 1579 Suffragan des Erzbistums Mexiko und wurde am 14. August 1595 zum Erzbistum erhoben. Dementsprechend trugen außer dem ersten Bischof Domingo Salazar alle anderen den Titel eines Erzbischofs.
| Name                                  | Episkopat                             |
| ------------------------------------- | ------------------------------------- |
| Domingo Salazar                       | 6. Februar 1579 – 4. Dezember 1594    |
| Ignacio Santibñez                     | 30. August 1595 – 14. August 1598     |
| Miguel de Benavides                   | 7. Oktober 1602 – 26. Juli 1605       |
| Diego Vázquez de Mercado              | 28. März 1608 – 12. Juni 1616         |
| Miguel García Serrano                 | 12. Februar 1618 – 14. Juni 1629      |
| Hernando Guerrero                     | 9. Juni 1634 – 1. Juli 1641           |
| Fernando Montero Espinosa             | 5. Februar 1646–1648                  |
| Miguel de Poblete Casasola            | 21. Juni 1649 – 8. Dezember 1667      |
| Juan López, O.P.                      | 14. November 1672 – 12. Februar 1674  |
| Felipe Fernandez de Pardo, O.P.       | 8. Januar 1680 – 31. Dezember 1689    |
| Diego Camacho y Ávila                 | 19. August 1696 – 14. Januar 1704     |
| Francisco de la Cuesta                | 28. April 1704 – 23. September 1723   |
| Carlos Bermudez de Castro             | 20. November 1724 – 13. November 1729 |
| Angel Rodríguez                       | 17. Dezember 1731 – 24. Juni 1742     |
| Pedro José Manuel Martínez de Arizala | 3. Februar 1744 – 28. Mai 1755        |
| Manuel Antonio Rojo del Rio Vera      | 19. Dezember 1757 – 30. Januar 1764   |
| Basilio Tomás Sancho Hernando         | 14. April 1766 – 15. Dezember 1787    |
| Juan Antonio Gallego Orbigo           | 15. Dezember 1788 – 17. Mai 1797      |
| Juan Antonio Zulaibar                 | 26. März 1804 – 4. März 1824          |
| Hilarión Díez                         | 3. Juli 1826 – 7. Mai 1829            |
| José Seguí                            | 5. Juli 1830 – 4. Juli 1845           |
| José Aranguren                        | 19. Januar 1846 – 18. April 1861      |
| Gregorio Melitón Martínez Santa Cruz  | 23. Dezember 1861–1875                |
| Pedro Payo y Piñeiro                  | 28. Januar 1876 – 1. Januar 1889      |
| Bernardino Nozaleda y Villa           | 27. Mai 1889 – 4. Februar 1902        |
| Jeremiah James Harty                  | 6. Juni 1903 – 16. Mai 1916           |
| Michael J. O’Doherty                  | 6. September 1916 – 13. Oktober 1949  |
| Gabriel M. Reyes                      | 13. Oktober 1949 – 10. Oktober 1952   |
| Rufino Kardinal Santos                | 10. Februar 1953 – 3. September 1973  |
| Jaime Kardinal Sin                    | 21. Januar 1974 – 15. September 2003  |
| Gaudencio Kardinal Rosales            | 15. September 2003 – 13. Oktober 2011 |
| Luis Antonio Kardinal Tagle           | 13. Oktober 2011 – 8. Dezember 2019   |
| Jose Fuerte Kardinal Advincula        | seit 25. März 2021                    |